# Richard Titmuss
Richard Morris Titmuss CBE, FBA (1907-1973) va ser un investigador i professor social britànic pioner. Va fundar la disciplina acadèmica de l'Administració social (ara coneguda en gran manera a les universitats com a Política Social) i va ocupar la càtedra fundadora de la matèria a la London School of Economics.
Richard Morris Titmuss CBE, FBA (1907–1973) era un investigador social britànic pioner i mestre. Va fundar la disciplina acadèmica d'Administració Social (ara en gran part sabut en universitats com Política Social)) i va ocupar la càtedra fundadora de la matèria a la London School of Economics.
Els seus llibres i articles de la dècada de 1950 van contribuir a definir les característiques de l'estat de benestar de la Segona Guerra Mundial de Gran Bretanya i d'una societat de benestar universal, de manera que caramel·litzés les contribucions de Gunnar Myrdal a Suècia. És homenatjat a la Càtedra Richard Titmuss de Política Social de la LSE, que actualment ocupa Julian Le Grand.
L'associació de Titmuss amb l'eugenèsia es va estendre més enllà de la British Eugenics Society, per abastar altres connexions personals i intel·lectuals.
També és honorat per la conferència anual de memòria de Richard Titmuss a l'Escola de treball social Paul Baerwald de la Universitat Hebrea de Jerusalem, Israel.

## Biografia
Titmuss va néixer el 1907, el segon fill d'un pagès; va ser educat al camp i va deixar l'escola als 14 anys sense qualificar-se formalment. Autodidacta, va treballar durant 16 anys per a una gran companyia d'assegurances, alhora que va tenir interès pels temes socials mitjançant la lectura, el debat i l'escriptura. Les seves preocupacions inicials es referien a temes com l'assegurança i l'estructura d'edat de la població, la migració, l'atur i el rearmament, la política exterior i el moviment de pau. El 1938 va publicar Pobresa i població, que es va centrar en les diferències regionals entre el nord i el sud. El 1939, va publicar Our Food Problem. En aquest temps, Titmuss també va ser actiu a la British Eugenics Society.
El 1942, va ser contractat per escriure un volum a la sèrie civil de la història oficial de la guerra, Problemes of Social Policy, un treball que va establir la seva reputació, a més de garantir-li la nova càtedra a la London School of Economics. En aquest procés, va tenir el suport del sociòleg T. H. Marshall.
A la LSE, on va ser el primer professor d'Administració social, va transformar la docència de treball social i treballadors socials i va establir la Política Social com a disciplina acadèmica. També va contribuir a diversos comitès governamentals sobre el servei de salut i la política social. També va fer algunes consultories a Àfrica, de vegades juntament amb el professor Brian Abel-Smith, que després va ser el seu successor a la seva càtedra.
Les seves preocupacions es van centrar especialment en qüestions de justícia social. El seu llibre final i potser el més important, The Gift Relationship va expressar la seva pròpia filosofia d'altruisme en la política social i de salut i, com bona part del seu treball, va destacar la seva preferència pels valors del servei públic per les formes d'atenció privada o comercial. El llibre va influir i es va traduir en un estudi dels sistemes del banc de sang, concretament pel que fa a la regulació sobre el mercat privat de sang. El president Nixon va demanar un estudi complet de la manca de coordinació dins del sistema només uns mesos després de la publicació de les troballes de Titmuss.
Ha estat criticat per Kenneth Arrow per una lectura una mica pobra d'alguns clàssics sociològics (tot i que mai va afirmar ser sociòleg), com ara les obres d'Émile Durkheim; mentre que això pot reflectir en part la seva formació acadèmica una mica insuficient, també deriva de la seva impaciència amb la sociologia no participativa i de la seva preferència (aquesta es va convertir en una característica definidora de la "seva" disciplina de "l'administració social") pel compromís amb els problemes de la política social contemporània i fins i tot algunes de les seves institucions més falleres. Per exemple, se li va criticar molt el seu paper com a vicepresident de la Comissió de beneficis addicionals del govern, que alguns crítics consideraven que no li permetien una distància suficient. Ell, per contra, va defensar l'intent d'intentar que les institucions inadequades funcionessin millor en benefici dels pobres, fins i tot si la seva participació amb elles tenia el potencial per aclarir la puresa de la seva reputació.
Va ocupar la seva càtedra des de 1950, després de breus conjurs a l'Oficina del Gabinet i a la Unitat de Recerca en Medicina Social, fins a la seva mort el 1973.

## Influència
Algunes de les seves obres continuen llegint-se i algunes han estat reimpreses en formes recentment editades, tot explorant la seva rellevància contemporània. Molts dels escrits dels quals se sap que es van lliurar en realitat com a conferències a la LSE o quan era un orador públic molt sol·licitat. Tot i que més endavant es van reunir diversos com a "lectors" o "assaigs", mai no va completar un resum de la seva obra o filosofia ni va escriure un únic opusió sobre la política social. En conseqüència, hi ha certa confusió en la literatura secundària sobre la seva perspectiva precisa sobre qüestions clau, ja sigui de sociologia o de política pública.
El professor de Política Social de Richard Titmuss es va establir després de la seva mort. Igual que Titmuss, el seu titular actual, el professor Julian Le Grand ha estat assessor del govern en política de salut. Tanmateix, la seva èmfasi en el potencial dels mercats privats o quasi en els NHS difereix notablement del de Titmuss que va creure fermament en els serveis estatals i universals que es van assignar exclusivament en funció de necessitats (en comptes d'ingressos o prestigi).

## Vida personal

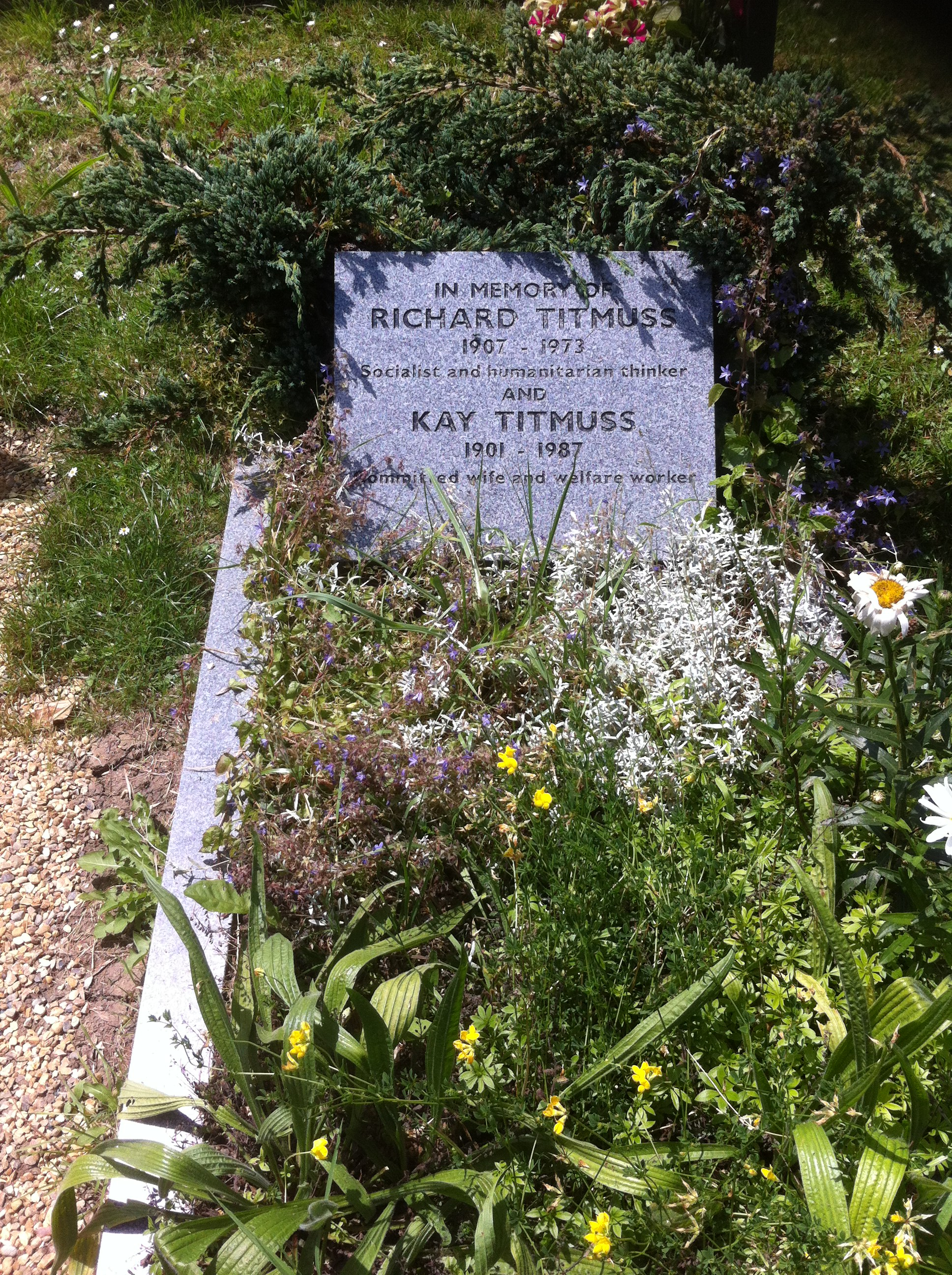
La tomba de Titmuss i la seva muller, Kay, en Highgate Cementiri.

Es va casar amb Kathleen ("Kay") Miller, treballador social. La seva única filla, Ann Oakley, ha editat alguns dels seus treballs per a la seva recent publicació i ha escrit una biografia dels seus pares, Home i Esposa: Richard i Kay Titmuss: My Parents 'Early Years.
Titmuss Era un agnòstic.

## Feines importants
Les seves feines importants inclouen:
- Titmuss, Richard, Política Social. Una Introducció. Editat per Brian Abel-Smith i Kay Titmuss.George Allen & Unwin (Editors) Ltd. London. 1974.
- Titmuss, Richard, La Relació de Regal: De Sang Humana a Política Social (1970). Reprinted Per la Premsa Nova, ISBN 1-56584-403-3 (reissued with new chapters 1997, John Ashton & Ann Oakley, LSE Books)
- Compromís a Benestar, 1968
- Distribució d'ingrés i Canvi Social, R. M. Titmuss, 1962
- Assajos en l'Estat de Benestar, R. M. Titmuss, 1958
- Problemes de Política Social, R. M. Titmuss, 1950 (versió En línia de Segona Guerra Mundial Història Oficial)

Veu també recentment va editar col·leccions de les seves conferències i articles:
- Benestar & Wellbeing: Richard Titmuss contribució a Política Social, P. Alcock, H. Glennerster, Un. Oakley & Un. Sinfield (Eds.)
- Queixes privades & Salut Pública: Richard Titmuss en el Servei de Salut Nacional, Ann Oakley & Jonathan Barker (Eds.)